# Podagrion okinawense
Podagrion okinawense är en stekelart som beskrevs av Akinobu Habu 1962. Podagrion okinawense ingår i släktet Podagrion och familjen gallglanssteklar. Inga underarter finns listade i Catalogue of Life.